# 鈴木かつき
鈴木 かつき（すずき かつき、2013年12月16日 - ）は、日本の子役。神奈川県出身。スマイルモンキー所属。

## 来歴
4歳の時に子供向け番組、BSフジ『ガチャムク』の好き嫌い応援団のコーナーでデビュー。
デビューの番組以降、ごはんを美味しく食べる仕事に定評があり、テレビせとうち『しまじろうのわお!』の”そしゃく 〜よく かもう〜”のコーナーでは終始ごはんを美味しく食べるMVとなっている。
個性派俳優、お笑い芸人の幼少期・息子役などが多い。

## 人物
趣味はサウナ＆銭湯巡り、映画・ドラマ・アニメ鑑賞（年間150本鑑賞）、料理。
特技は中国語、英語、カンフー。

## 出演

### 映画
- さがす（2022年1月21日公開、アスミック・エース、片山慎三監督） - 蔵島太郎 役
- ラーゲリより愛を込めて（2022年12月9日公開、ツインズジャパン、瀬々敬久監督） - 生徒 役
- ブラックナイトパレード（2022年12月23日公開、CREDEUS、福田雄一監督） - 太山たかし 役
- イチケイのカラス（2023年1月13日公開、C&Iエンタテインメント、田中亮監督） - 小学生 役
- 春に散る（2023年8月25日公開、ツインズジャパン、瀬々敬久監督） - 山の子ジム練習生 役
- ゴールデンカムイ（2024年1月19日公開、東宝、久保茂昭監督） - アイヌ少年 役

### テレビドラマ
- 東京ラブストーリー（2020年、FOD） - 園児 役
- 捨ててよ、安達さん。（2020年、テレビ東京）
- きょうの猫村さん（2020年、テレビ東京） - ぼっちゃんのお友達 役
- 少年寅次郎スペシャル-後編-（2020年12月11日、NHK） - 帝釈天の子供 役
- 俺の家の話（2021年2月12日、TBS） - プロレスファンの子供 役
- 家栽の人（2021年9月29日、テレビ朝日） - 相沢宏 役
- ラジエーションハウスII〜放射線科の診断レポート〜 第9話（2021年11月29日、フジテレビ） - 田中福男〈幼少期〉 役
- ユーチューバーに娘はやらん! 第4話（2022年2月7日 、テレビ東京） - タックタックと遊ぶ男の子 役
- 神木隆之介の撮休 最終回「遠くにいる友人」（2022年2月25日、WOWOW） - 小学生 役
- 恋に落ちたおひとりさま ～スタンダールの恋愛論～ 第2話・第7話（2022年3月18日、Amazon Prime Video） - いじめっ子 役
- しずかちゃんとパパ 第5話（2022年4月10日、NHK） - 純介の小学校の同級生 役
- しろめし修行僧 第3話・最終回（2022年4月23日・6月25日、テレビ東京） - 米田たくあん〈幼少期〉 役
- イケメン共よ メシを喰え 第10話（2022年9月10日、テレビ大阪・BSテレビ東京） - 清水優心〈幼少期〉 役
- 暴太郎戦隊ドンブラザーズ 第29話（2022年9月18日、テレビ朝日） - ジロウの友人〈幼少期〉 役
- ガンニバル 第3話（2023年1月4日、ディズニー＋） - 小学生 役
- やっぱそれ、よくないと思う。（2023年1月6日、テレビ朝日） - 小学生 役
- だが、情熱はある（2023年4月9日、日本テレビ） - 山里亮太〈幼少期〉 役
- セクシー田中さん（2023年10月22日、日本テレビ） - いじめっ子 役
- マルス-ゼロの革命-（2024年2月13日、テレビ朝日） - 木庭 役
- ドラマW ゴールデンカムイ -北海道刺青囚人争奪編- 第2話・第3話（2024年10月13日・20日、WOWOW） - アイヌ少年 役

### バラエティ
- 痛快TVスカッとジャパン（フジテレビ）
  - （2020年9月14日） - 初芝敬太郎 役
  - （2022年3月14日） - 小手先祥平 役
- THE突破ファイル（2020年10月29日、日本テレビ）
- 中居正広の金曜日のスマイルたちへ（2021年3月26日、TBS） - ハライチ澤部〈幼少期〉 役
- ワルイコあつまれ（2022年6月19日、NHK Eテレ） - カレーなる賭け
- ほんとうにあった怖い話（2022年8月20日、フジテレビ） - ほん怖クラブ2022メンバーズ
- ザ!世界仰天ニュース（2023年1月3日、日本テレビ） - 40kgイケメンチェンジ 大根田悠介〈幼少期〉 役
- 日テレ系人気番組 春のコラボSP〜動物の日〜「世界一受けたい授業！x THE突破ファイルシン・アハ体験」（2023年4月2日、日本テレビ） - ちび岡部 役
- 呼び出し先生タナカ「ハイレベル特進科SP」（2023年5月22日、フジテレビ） - しまもと 役
- ぐるナイ「夏満喫！モノマネゴチ」（2023年７月13日、日本テレビ） - ハリウッドザコシショウ〈幼少期〉 役
- 速報！プロ野球ドラフト会議 2023 THE 運命の１日（2023年10月26日、TBS）日當直喜〈幼少期〉 役
- ランジャタイのがんばれ地上波！ あの頃欲しかったもの選手権（2023年12月12日、テレビ朝日）
- クイズ!あなたは小学5年生より賢いの?（2024年4月12日、日本テレビ）助っ人小学生
- 日韓歌王トップテンショー（2024年9月18日、韓国MBN）住田愛子とデュエットソング

### 子供向け番組
- ガチャムク（2019年、フジテレビ） - 好き嫌い応援団
- しまじろうのわお!「そしゃく 〜よく かもう〜」（2020年、テレビせとうち）

### CM
- ベネッセコーポレーション 進研ゼミ小学講座・チャレンジ1ねんせい（2020年）
- ロッテ クーリッシュ「2020年もすごい冷たい篇 コーラ」（2020年）
- トヨタ ライズ「中四国 視界良好篇、荷室ひろびろ篇」（2020年）
- mixi コトダマン・銀魂コラボ（2020年）
- アサヒ飲料 カルピス「砂浜篇」（2021年）
- リクルート じゃらん遊び・体験「ゾマホンの仲裁・いちご狩り」篇（2022年）
- 日本マクドナルド　ハッピーセットドラえもん「子どもゲーム実況」篇（2022年）
- 餃子の王将「今夜はおうちが篇」（2021年） 「美味しい力篇」篇」（2022年）
- 大日本除虫菊 お風呂の防カビムエンダー「THE ムエンダーマン」篇（2022年）
- ミドリ安全 フラットメットキッズ　解決！ミドリちゃん「防災」篇 （2022年）
- 日清食品 チキンラーメン「キャベサラダたべるんごのうた 篇」15秒・30秒（2022年）
- タカラトミー「バトル昆虫カブトボーグ」（2023年）

### WEB
- 最前列よりさらに前！近すぎる芸人スペシャル vol.4〜鈴木拓の柔術講座〜ドランクドラゴン鈴木拓・高橋里彩子（2019年） - メイン子役
- 花王 あわあわ手あらいのうた「Sing! Sync! Kirei -せかいのことばのうた-」（2021年） - 中国語担当
- Canon「チョコプラパパのPowerShot PICKつかってみた 松尾家篇」（2021年） - チョコレートプラネット松尾駿の息子 役
- 黒川鞄工房ランドセル「伝統と記憶を繋ぐ編」（2022年） - いじめっ子 役

### MV
- 鴨頭嘉人「The Road」MV（2023年）
- Paledusk「Palehell」MV（2024年）

### スチール
- テレビマガジン7月号・8月号（2019年、講談社）